# Țagu, Bistrița-Năsăud
Țagu este un sat în comuna Budești din județul Bistrița-Năsăud, Transilvania, România.

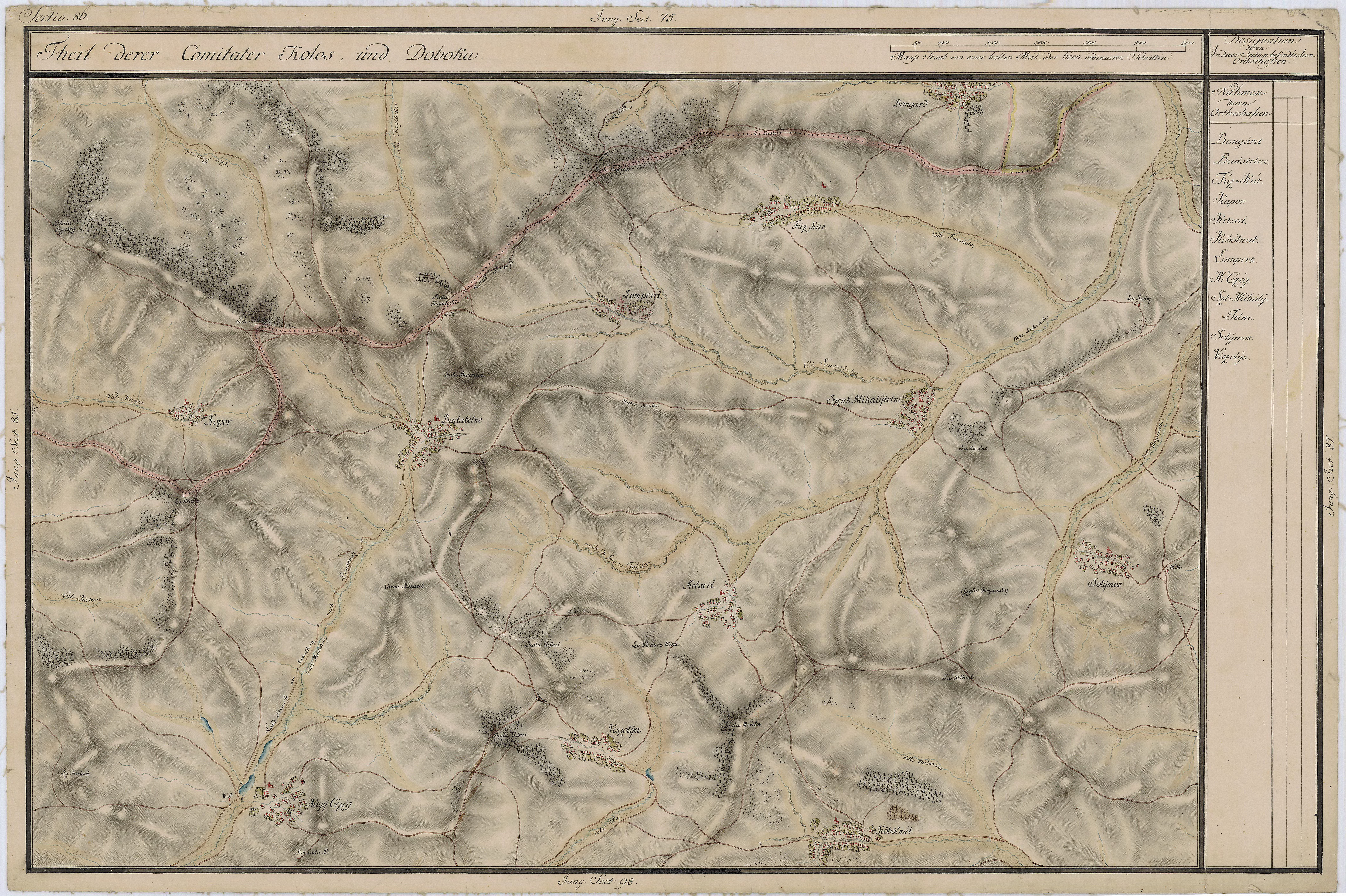
Țagu în Harta Iosefină a Transilvaniei, 1769-73

## Istoric
Țagu este menționat pentru prima dată într-un document din 1327, cu numele Cheeg.

## Vezi și
- Biserica reformată din Țagu